# Bathybates hornii
Bathybates hornii là một loài cá thuộc họ Cichlidae. Nó được tìm thấy ở Burundi, Cộng hòa Dân chủ Congo, Tanzania, và Zambia. Môi trường sống tự nhiên của chúng là hồ nước ngọt. Nó bị đe dọa do mất môi trường sống.